# Дойбель, Макс
Макс Дойбель (нем. Max Deubel; род. 5 февраля 1935, Виль, Германия) — немецкий мотогонщик, 4-кратный чемпион мира по шоссейно-кольцевым гонкам в классе мотоциклов с колясками, 5-кратный чемпион Германии (1961—1965).

## Спортивная карьера
Макс Дойбель дебютировал в классе мотоциклов с колясками в 1955 году, купив старую машину у Вальтера Шнайдера, который в свою очередь обзавёлся новым BMW RS 54. В роли пассажир Дойбеля выступал его друг Хорст Хёлер. Однако первые два года прошли для напарников неудачно — их преследовали постоянные сходы, в том числе из-за ошибок пилотажа. Лишь в 1957 году дуэт одержал победу на первой внезачётной гонке. 

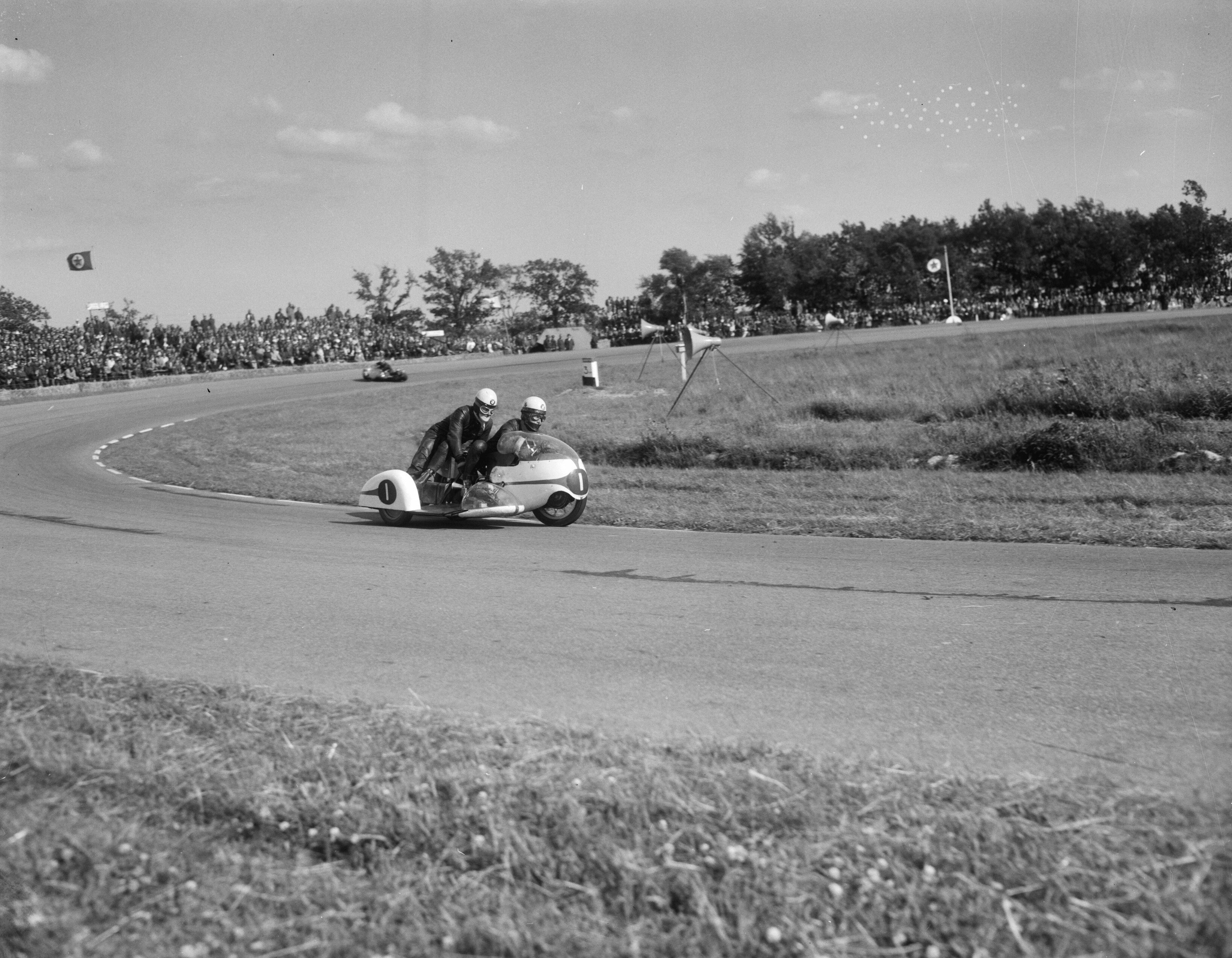
Макс Дойбель и Эмиль Хёрнер в 1965 году на гонке в Ассене

В 1958 году Дойбель первый и единственный раз в жизни стартовал в одиночной гонке на Нюрбургринге и финишировал вторым в классе 125сс, но мотоциклы без коляски всё-таки не были его призванием. В 1959 году Дойбель и Хёлер дебютировали на Чемпионате мира и в первой же гонке, Гран-При Германии, финишировали на третьей позиции. Интересно, что на тот момент у них не было лицензии для выступления на таком уровне, и их допустили к участию в виде исключения.
В 1960-м Дойбель и Хёлер получили полноценную лицензию и провели полный сезон чемпионата, а в 1961 году серия неудач соперников привела к тому, что Дойбель с новым пассажиром Эмилем Хёрнером стали чемпионами мира. Фаворитами сезона была пара Фат/Вольгемут, но Вольгемут погиб в аварии в самом начале сезона, а Фат вынужден был долго восстанавливаться после травм. Другой фаворит, Флориан Каматиас, также пропустил большую часть сезона из-за травм. Вальтер Шайдер завершил карьеру, и заводская команда BMW предложила его место Максу Дойбелю.
В итоге пара Дойбель/Хёрнер выиграла за заводскую команду BMW четыре чемпионата подряд — с 1961 по 1964 год, а потом дважды становились вице-чемпионами мира.

## После окончания карьеры
Ещё в 1961 году Макс Дойбель открыл в родительском доме в Виле ресторан Zum schnellen Max. В 1966 году он женился и расширил ресторан, получивший новое название, Sporthotel Deubel. Ресторан и отель существуют по сей день; сегодня они называются Olympia Restaurant-Hotel Deubel.
Также Макс Дойбель занимал различные должности в гоночных организациях, в том числе в ADAC и FIM. В 1986 году он был назначен членом Комиссии FIM по шоссейным гонкам (CCR). С 2000 по 2006 год Дойбель выполнял обязанности вице-президента ССR.

## Результаты выступлений в Чемпионате мира по шоссейно-кольцевым гонкам на мотоциклах с колясками
| Легенда к таблице |                                                 |
| --- | ----------------------------------------------- |
| В таблице перечислены результаты всех этапов чемпионата мира, в которых принимал участие гонщик либо пассажир. Строками таблицы являются сезоны, столбцами все гонки этапов чемпионата мира, напарник и мотоцикл. В клетках указаны сокращённое название этапа и результат, клетка дополнительно обозначена цветом. Расшифровка обозначений и цветов представлена в нижеследующей таблице. |                                                 |
| \| Пример \| Описание \| \| ------------ \| ----------------------------------------------- \| \| 1 \| Победитель \| \| 2 \| Второе место \| \| 3 \| Третье место \| \| \| Финишировал в очковой зоне \| \| \| Финишировал вне очковой зоны \| \| НКЛ \| Не классифицирован \| \| Сход \| Не финишировал \| \| НКВ \| Не прошёл квалификацию \| \| НПКВ \| Не прошёл предварительную квалификацию \| \| ДСК \| Дисквалифицирован \| \| ИСК \| Исключён из протокола соревнований \| \| НС \| Не стартовал в гонке \| \| Т \| Травмирован или болен \| \| ОТК \| Отказ от участия \| \| НТР \| Прибыл на соревнования, но на трассу не выезжал \| \| НПР \| Не прибыл к началу соревнований \| \| НД \| Недопущен до старта \| \| О \| Гонка отменена \| \| \| Не участвовал \| \| Поул-позиция \| \| \| Быстрый круг \| \| |                                                 |
| Пример | Описание                                        |
| 1 | Победитель                                      |
| 2 | Второе место                                    |
| 3 | Третье место                                    |
| | Финишировал в очковой зоне                      |
| | Финишировал вне очковой зоны                    |
| НКЛ | Не классифицирован                              |
| Сход | Не финишировал                                  |
| НКВ | Не прошёл квалификацию                          |
| НПКВ | Не прошёл предварительную квалификацию          |
| ДСК | Дисквалифицирован                               |
| ИСК | Исключён из протокола соревнований              |
| НС | Не стартовал в гонке                            |
| Т | Травмирован или болен                           |
| ОТК | Отказ от участия                                |
| НТР | Прибыл на соревнования, но на трассу не выезжал |
| НПР | Не прибыл к началу соревнований                 |
| НД | Недопущен до старта                             |
| О | Гонка отменена                                  |
| | Не участвовал                                   |
| Поул-позиция |                                                 |
| Быстрый круг |                                                 |

| Год  | Пассажир        | Мотоцикл | 1     | 2        | 3        | 4     | 5        | 6     | 7   | Место | Очки    |
| ---- | --------------- | -------- | ----- | -------- | -------- | ----- | -------- | ----- | --- | ----- | ------- |
| 1959 | Хорст Хёлер     | BMW      | FRA   | MAN      | GER 3    | NED   | BEL      |       |     | 8     | 4       |
| 1960 | Хорст Хёлер     | BMW      | FRA 4 | MAN Сход | NED 6    | BEL   | GER 4    |       |     | 6     | 7       |
| 1961 | Эмиль Хёрнер    | BMW      | ESP   | GER 1    | FRA 2    | MAN 1 | NED 1    | BEL 2 |     | 1     | 30 (36) |
| 1962 | Эмиль Хёрнер    | BMW      | ESP 1 | FRA 1    | MAN Сход | NED 2 | BEL 3    | GER 1 |     | 1     | 30 (34) |
| 1963 | Эмиль Хёрнер    | BMW      | ESP 1 | GER 2    |          | NED 1 | BEL 2    |       |     | 1     | 22 (28) |
| 1963 | Барри Дангсворт | BMW      |       |          | MAN 8    |       |          |       |     | 1     | 22 (28) |
| 1964 | Эмиль Хёрнер    | BMW      | ESP 4 | FRA 2    | MAN 1    | NED 4 | BEL 1    | GER 2 |     | 1     | 28 (34) |
| 1965 | Эмиль Хёрнер    | BMW      | GER   | ESP 1    | FRA 3    | MAN 1 | NED Сход | BEL 2 | NAT | 2     | 26      |
| 1966 | Эмиль Хёрнер    | BMW      | GER 2 | FRA 3    | NED 2    | BEL 2 | MAN 2    |       |     | 2     | 18 (28) |

## Результаты выступлений на гонке Isle of Man TT[5]
| Год  | Класс      | Мотоцикл | Пассажир        | Позиция в классе |
| ---- | ---------- | -------- | --------------- | ---------------- |
| 1960 | Sidecar TT | BMW      | Хорст Хёлер     | Сход             |
| 1961 | Sidecar TT | BMW      | Эмиль Хёрнер    | 1                |
| 1962 | Sidecar TT | BMW      | Эмиль Хёрнер    | Сход             |
| 1963 | Sidecar TT | BMW      | Барри Дангсворт | 8                |
| 1964 | Sidecar TT | BMW      | Эмиль Хёрнер    | 1                |
| 1965 | Sidecar TT | BMW      | Эмиль Хёрнер    | 1                |
| 1966 | Sidecar TT | BMW      | Эмиль Хёрнер    | 2                |